# 朱表
朱表（1462年—？），字民望，直隸蘇州府太倉州人，民籍，明朝政治人物。

## 生平
應天府鄉試第七十二名舉人。弘治十八年（1505年）中式乙丑科會試第五十四名，三甲第五十二名進士。官南京郎中，正德十年（1515年）五月考察以才力不及降调。

## 家族
曾祖朱明；祖父朱賢，推官；父朱珙，母張氏。永感下。